# Тимро

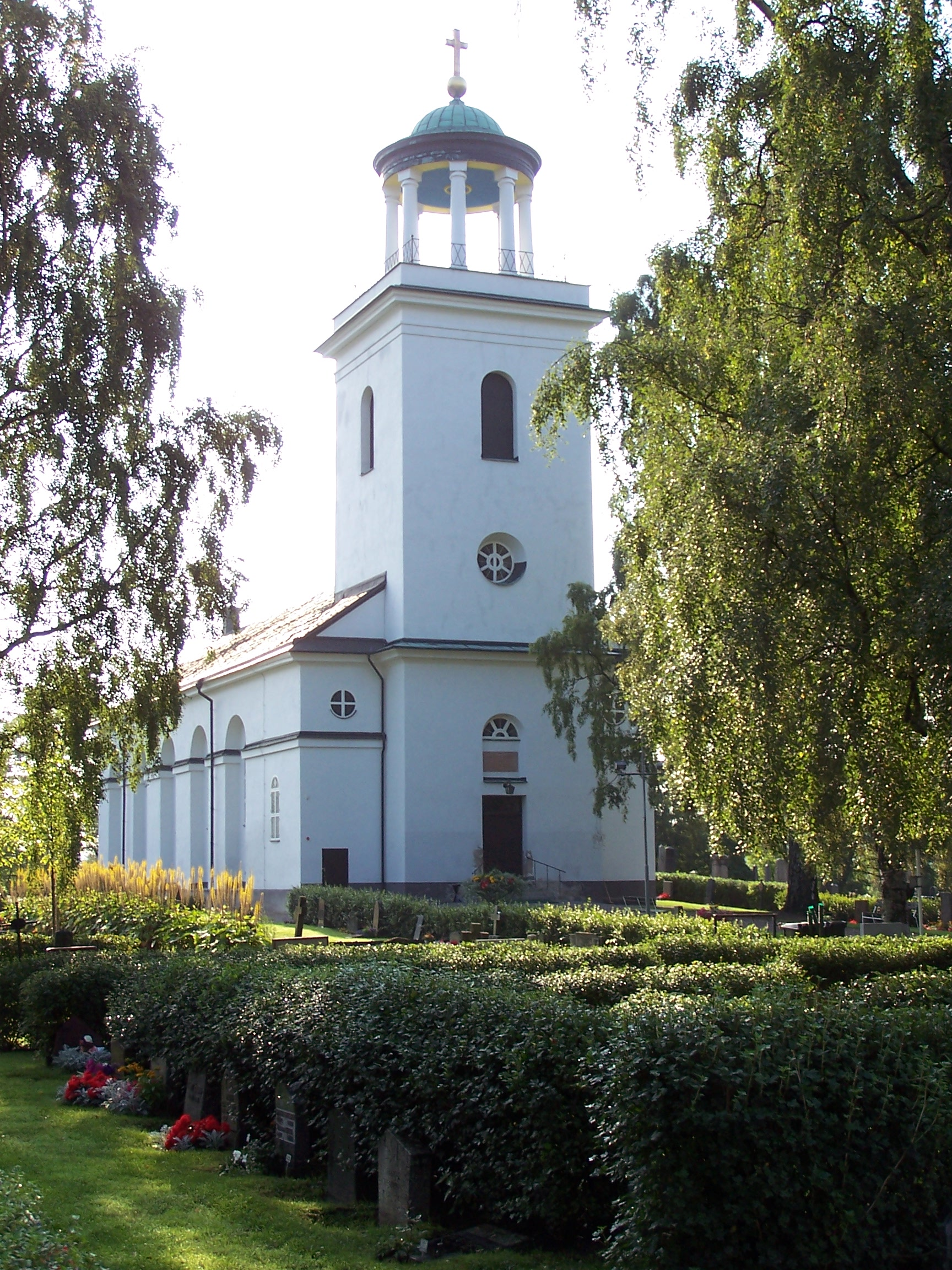
Кирха в Тимро

Тимро (на шведском языке Timrå) — город в восточной части Швеции, в лене Вестерноррланд, административный центр одноименной коммуны. Расположен около устья одной из крупнейших рек Швеции (длиной 430 км) Индальсэльвен на побережье Ботнического залива. Находится примерно в 340 км на северо-восток от столицы страны, города Стокгольм и в 15 км к северу от крупнейшего города лена Вестерноррланд, города Сундсвалль. В 1947 г. получил статус торгового города. 
В городе есть порт и железнодорожный вокзал. В нескольких километрах к северо-востоку от города расположен аэропорт Сундсвалль-Тимро, обслуживающий также столицу лена  Хернёсанд.
По данным переписи населения 2005 года население города составляет 10 199 человек.
В Швеции Тимро в основном известен своим хоккейным клубом Timrå IK.

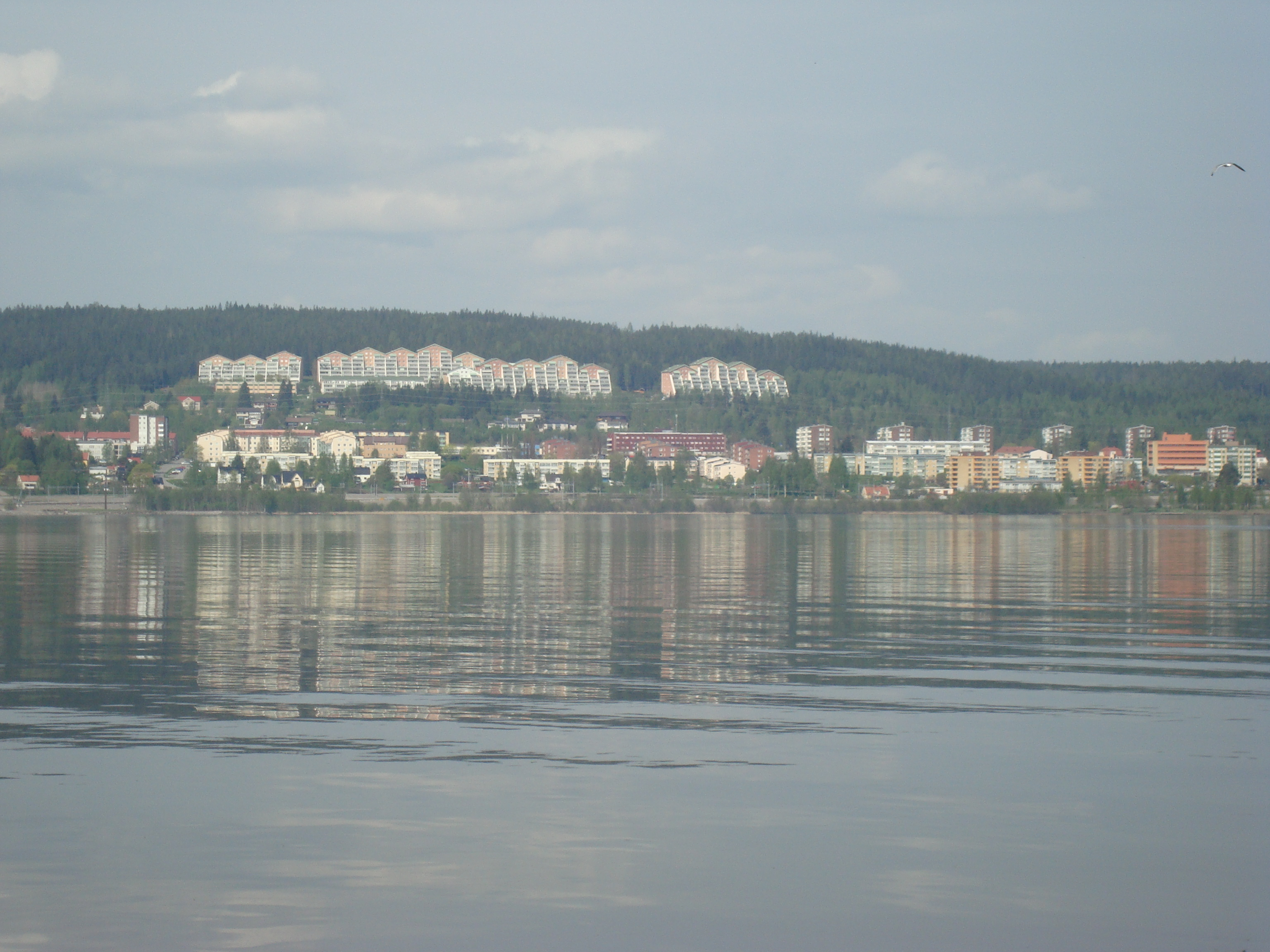
Тимро